# 中国人民抗美援朝总会
中国人民抗美援朝总会是中华人民共和国建国初期抗美援朝运动中组建的一个全国性群众组织。

## 历史

### 前身之二：中国人民反对美国侵略台湾、朝鲜运动委员会
1950年7月10日在北京成立“中国人民反对美国侵略台湾、朝鲜运动委员会”，简称“反侵略委员会”。主席郭沫若。由11个团体成员组成：
- 中苏友好协会总会
- 中国保卫世界和平大会委员会
- 中华全国文学艺术界联合会
- 中国新民主主义青年团
- 台湾民主自治同盟
- 中华全国民主妇女联合会
- 中华全国学生联合会
- 中国人民救济总会
- 中华全国总工会
- 中国人民外交学会
- 中华全国民主青年联合会

1950年7月开展了“反对美国侵略台湾、朝鲜运动周”。

### 中国人民保卫世界和平反对美国侵略委员会
中国共产党与政府做出参战决定后，周恩来、李维汉约见各民主党派、重要社会人士通告抗美援朝决定。民革中央二届二中全会决定“抗美援朝保家卫国”为民革当时的核心任务。1950年10月24日，民建负责人黄炎培联合其他党外人士向毛泽东、周恩来表示担心：十几年的抗战、内战，国家元气尚未恢复，而人民的抗美反美热情不及过去抗日反日那样强烈和普遍，尤其是国民党残余势力犹存，局部反侧尚未完全清除，因此建议强调和平以争取人心；同时“抗美援朝不动则已，动则必须有力，使人知其后面还有更大的力量”。
1950年10月26日“中国人民保卫世界和平大会”在北京的委员与“中国人民反对美国侵略台湾、朝鲜运动委员会”的各人民团体代表及各“民主党派”代表共108人，在北京召开联席会议，两会主席郭沫若作了《关于中国保卫世界和平大会委员会及反对美国侵略台湾、朝鲜运动委员会的工作报告》，称一年来的和平签名运动全国已有204 489 172人在《斯德哥尔摩宣言》上签名，“是全国人民伟大意志的表现，这表示中国人民一致坚决反对美帝国主义侵略台湾、朝鲜，也充分说明了保卫世界和平运动与反对美帝国主义的侵略运动是密切结合着的。”郭沫若建议将中国保卫世界和平大会委员会和中国反对美国侵略台湾、朝鲜运动委员会合并改组为“中国人民保卫世界和平反对美国侵略委员会”。大会一致通过这一建议，并通过了该委员会全国委员名单及负责人名单。委员会由包括各“民主党派”、各人民团体和各界代表人士158人组成。郭沫若任主席，彭真、陈叔通为副主席。司徒美堂等31人为常务委员，丁玲等158人为委员。
全国委员会成立后，东北、华北、华东、中南、西南、西北和内蒙相继成立了总分会。各省、市成立分会，具体领导各大行政区和各省市的抗美援朝运动。在各地方的各行业成立“支会”。
1950年11月22日，中国人民保卫世界和平反对美国侵略委员会就当前的任务发出通告：
1. 号召社会各界进行广泛的宣传教育，唤起全国人民对美国侵略者的同仇敌忾。
2. 各大行政区、省市应立即将原两团体合并改组或新成立中国人民保卫世界和平反对美国侵略委员会的分会。
3. 各地分会领导和推动当地人民进行抗美援朝保家卫国的志愿活动，不再成立工厂、学校等基层性质的分会。
4. 要把群众的爱国热情正确地引导到实际工作中去，使抗美援朝保家卫国运动和坚持自己岗位的任务相结合。
5. 各分会要和总会建立经常性联系，把活动情况随时通报总会。

1950年11月23日，中国人民保卫世界和平反对美国侵略委员会发出《关于在全国普遍深入地开展抗美援朝、保家卫国运动的通知》。
从1950年10月至1953年9月，该会先后发出重要通知、通告、号召、声明和负责人谈话等30余次，在全国开展：
- 以“仇视、鄙视、蔑视”(简称“三视”)为中心内容的抗美援朝爱国宣传教育活动；
- 动员参军、参战、支前
- 组织全国人民捐献飞机大炮运动
- 1951年1月14日发起给朝鲜政治难民募集救济品、给中国人民志愿军和朝鲜人民军募集慰劳品，写慰问信、缝制慰问带活动；“此运动完全处于群众自愿，不得强迫征集，并勿提倡勉强捐出自己必需品的行为”
- 开展优待军烈属及革命残废军人运动
- 订立爱国公约运动
- 开展增产节约运动
- 协助中国红十字会总会组织赴朝医疗队、防疫队
- 协助东北大区各级人民政府组织抗美援朝民工队、运输队、担架队，共计动员61万支前民工，其中随军入朝的27万人。
- 三次组织中国人民慰问团赴朝鲜慰问中国人民志愿军、朝鲜人民军和朝鲜人民

抗美援朝战争初期，抗美援朝总会首要任务是在国内开展广泛的宣传教育思想动员工作。当时饱受40年战乱的国内群众不愿再经历战争折磨，普遍存在畏惧战争、一心求和、幻想和平避战的心态；还有一些群众觉得朝鲜不是中国领土，对参战持事不关己、漠然无视的麻木心态，这在具有广泛群众基础的老解放区农村十分普遍；还有很多文化程度较高的人崇美、恐美、亲美，担心地面战场打不过美军，还会招致核轰炸，幻想“关门建设”“自扫门前雪”。新解放区普遍没有完成剿匪任务，公开或暗藏的反共势力煽动“要暴发第三次世界大战”“国民党要反攻大陆”等政治谣言，加剧了对中美战争的恐慌。1950年9月，《人民日报》编辑部接到读者张家萌的来信，质问“既然要保卫和平，为什么又要声援战争”？
“中国人民保卫世界和平反对美国侵略委员会”发起组织赴朝慰问团，“以便回来后向各方面广泛地宣传我人民志愿军与朝鲜人民军英勇善战、美帝外强中干及美帝罪行情形，以提高人民反帝的决心和胜利信心，进一步扫除落后群众中的恐美和崇美心理。”1951年新年后，国内各省开始选派赴朝慰问团代表，赴各大行政区汇合组成慰问团各个分团。1951年1月22日，中共中央正式作出了《中央关于组织赴朝慰问团的指示》，以中国人民保卫世界和平反对美国侵略委员会名义。第一届赴朝慰问团是开创性的，抗美援朝总会在没有任何组织大型活动经验的情况下在短时间内组织各界力量去境外残酷的战场慰问，对各种事项需要充分考虑，保障人员安全。第一届慰问团于1951年3月在天津集中。团长廖承志、副团长陈沂、田汉，秘书长李颉伯。1951年3月20日从天津出发，在沈阳与东北分团汇合，集训防空知识与出国及战场注意事项。全体成员换上了志愿军军服，不佩戴任何标志符号，个人物品全部留在沈阳。人员组建总团与8个分团。1951年4月6日总团与直属分团于安东渡鸭绿江入朝，总计575人，其中慰问团正式代表208人，中央曲艺服务大队86人，文艺工作团85人，电影放映队17人，工作人员及记者88人，其他行政警卫人员92人.
1951年2月2日，中共中央作出进一步开展抗美援朝运动的指示。2月3日中共中央发出在少数民族地区开展抗美援朝运动的指示，应及时地和适当地在各少数民族地区进一步发动和开展抗美援朝运动，以便在少数民族中肃清帝国主义影响，加强爱护自己民族和祖国的认识与感情；运动的具体方式、口号和步骤必须适合每个少数民族的具体情况，不可简单地照搬汉族地区的经验。
1951年2月8日，中国人民抗美援朝总会、中国红十字会总会发出《关于组织医疗队的通知》，每个医疗队以12名成员为宜，原服务单位应予原岗原薪待遇并保留职务；无单位人员与原单位不能发薪的，由中国红十字会总会发薪并在结束服务期后由中国红十字会总会分派和介绍工作；服务期3至6个月；先到北京报道（东北大区除外），发放药品器械和装备；原单位不能发放旅费的，由中国红十字会总会汇款解决。1951年3月17日，中国人民抗美援朝总会为204名医疗队人员举行隆重送行仪式，陈叔通、李德全、彭泽民及各人民团体代表、朝鲜驻华使馆参赞等400余人到北京前门火车站送行。
1951年2月16日，全国政协发出号召，把抗美援朝运动深入到全国每一个乡镇、每一个街道。

### 中国人民抗美援朝总会
1951年3月14日，“中国人民保卫世界和平反对美国侵略委员会”第四次常委会决定将会名简称为“中国人民抗美援朝总会”。有关国际活动采用正式名称，国内活动使用简称。省、地、县三级地方组织都称为分会，称为“中国人民保卫世界和平反对美国侵略某地分会”、“某地抗美援朝分会”。总会与各级分会实行方向上领导、组织上指导、活动中支持。在地方分会之下，一般不再成立工厂、学校等基层组织性质的分会。
1951年6月1日，抗美援朝总会发出《关于推行爱国公约、捐献飞机大炮和有待军烈属的号召》，要求捐献必须根据自觉自愿的原则，坚持了捐献与爱国公约运动结合进行。1951年6月7日抗美援朝总会公布《关于捐献武器支援中国人民志愿军的具体办法的通知》，要求乡镇级至省级各级捐款主持机关及时公布所经管地区各界人民的武器捐款情况。在各地人民银行设立“慰问中国人民志愿军捐款户”，银行出具捐款收据，各级分会介绍捐款者到银行代收；邮局汇款到各级分会的捐款，一律盖章到当地人民银行解兑入账，不得提现或转汇；由各级分会层报上交捐款收据；分会开销、所需费用（如慰劳品包装运费）报请地方政府或总会核拨，不得以任何理由动用捐款。7月4日总会发出通知，动员青年学生参加军事干校，完成军事干部学校的招生计划，继续帮助第一届赴朝慰问团和志愿军代表按照原定计划在全国各地的宣传工作。
1952年1月，抗美援朝运动转为以增产节约、增加收入为中心。
1952年5月31日，历经一年的捐献飞机大炮运动，全国各省市人民银行汇解抗美援朝总会的武器捐款认捐55650.62306834亿元旧人民币，折合战斗机3710架，大大超过原定计划。各大区捐献占比为：华东38.3%，中南22.7%，华北13.5%，东北11.7%，西南8.3%，西北4.7%，内蒙古（中央直属）0.8%。
1954年，抗美援朝总会改组为中国人民保卫世界和平委员会，主席郭沫若，副主席彭真。

## 组织架构
总会会址设在北京市御河桥二号。
- 中国人民保卫世界和平反对美国侵略委员会全国委员会主席郭沫若
- 中国人民保卫世界和平反对美国侵略委员会全国委员会副主席彭真、陈叔通
- 中国人民保卫世界和平反对美国侵略委员会全国委员会常务委员共31人：司徒美堂、李立三、李四光、吴耀宗、沈钧儒、沈雁冰、邢西萍、邵力子、郭沫若、胡乔木、乌兰夫、陈叔通、陈其尤、马叙伦、马寅初、张奚若、章乃器、许德珩、许宝驹、梁希、黄炎培、彭真、彭泽民、蒋南翔、廖承志、蔡畅、邓颖超、刘宁一、萧三、谢雪红、罗隆基
- 中国人民保卫世界和平反对美国侵略委员会全国委员会共158人：丁玲、丁瓒、于振瀛、天宝、王芸生、王昆仑、田汉、白寿彝、史良、巨赞、司徒美堂、朱学范、艾青、艾思奇、多杰才旦、李立三、李四光、李宗恩、李秀贞、李达、李德全、李赓、李烛尘、吴有训、吴茂荪、吴贻芳、吴羹梅、吴鸿宾、吴耀宗、邢西萍、何思敬、沈志远、沈兹九、沈雁冰、沈钧儒、辛志超、余心清、周士观、周炳琳、周建人、周扬、周苍柏、周颍、金仲华、孟宪章、邵力子、林士笑、林汉达、林铿生、林励儒、易礼容、竺可桢、胡子婴、胡仲持、胡乔木、胡愈之、胡兰生、范小凤、范文澜、范长江、洪深、施复亮、俞寰澄、侯外庐、侯德榜、韦悫、马杰、马坚、马俊、马思聪、马叙伦、马寅初、徐悲鸿、孙起孟、袁雪芬、倪斐君、乌兰夫、陆定一、陆志韦、陆璀、张治中、张志让、张奚若、张絅伯、张云川、张曼筠、章乃器、章伯钧、陈其尤、陈其瑗、陈垣、陈叔通、陈望道、陈铭枢、陈嘉庚、许立群、许广平、许德珩、许宝驹、郭沫若、郭则沉、崔月犁、区棠亮、梅汝璈、梅兰芳、曹孟君、曹禺、梁希、陶孟和、彭真、彭泽民、黄炎培、黄振声、黄琪翔、曾昭抡、冯宾符、程砚秋、汤用彤、费振东、华罗庚、杨刚、杨卫玉、叶企荪、荣高棠、廖承志、赵仲池、赵紫宸、赵树理、赵朴初、熊瑾珏、蔡廷锴、蔡畅、蒋南翔、刘王立明、刘良模、刘宁一、刘鸿生、邓初民、邓颖超、郑振铎、翦伯赞、黎锦熙、萧三、萧明、钱三强、钱俊瑞、钱端升、薛愚、谢邦定、谢雪红、赛福鼎、戴爱莲、简玉阶、谭平山、罗隆基、严希纯、严济慈、龚澎
- 中国人民抗美援朝总会秘书长刘宁一
- 中国人民抗美援朝总会副秘书长郭则沉、吴茂荪、崔月犁
- 中国人民抗美援朝总会秘书处
- 中国人民抗美援朝总会行政处
- 中国人民抗美援朝总会宣传部：部长罗隆基，副部长周斌琳、胡仲持、杨刚
  - 在北京以“中国人民保卫世界和平反对美国侵略委员会”名义出版《抗美援朝专刊》的定期刊物。
- 中国人民抗美援朝总会组织部：部长许宝驹，副部长赵仲池、谢邦定、谭惕吾、莫艺昌。
- 中国人民抗美援朝总会联络部：部长许德珩、副部长丁瓒、于振瀛、孟棱崖、葛志成
- 中国人民抗美援朝总会卫生工作委员会：主任委员苏井观。领导医药卫生界组织手术队、医疗队开赴朝鲜前线和中国东北地区，抢救和治疗中国人民志愿军和朝鲜人民军的伤病员，同时安排全国各地医院接待治疗伤病员，支援战争直到停战。
- 中国人民抗美援朝总会上海分会，由刘长胜为主席，盛丕华、夏衍、巴金、冯定、刘鸿生、金仲华6人为副主席，王芸生任秘书长(总干事)。1953年7月27日朝鲜停战协定签字，抗美援朝运动胜利结束。